# Johann Evangelist Helfenzrieder
Johann Evangelist Helfenzrieder (født 9. december 1724 i Landsberg am Lech, død 25. marts 1803 i Raitenhaslach ved Burghausen) var en tysk astronom og matematiker.
Helfenzrieder, der var jesuit, tjenestegjorde som lærer i matematik ved universitetet i Ingolstadt. Han opdagede 1766 en periodisk komet med 5 års omløbstid, hvilken dog ikke er blevet fundet senere. Han udgav en række astronomiske og fysikalske arbejder, blandt hvilke må nævnes Tubus astronomicus amplissimi campi cum micrometro suo et fenestellis ocularibus novum instrumentum osv. (1773).